# Emmanouil Pappas
Emmanouil Pappas (Grieks: Εμμανουήλ Παππάς) is vanaf 2011 een fusiegemeente (dimos) in de bestuurlijke regio (periferia) Centraal-Macedonië.
De twee deelgemeenten (dimotiki enotita) van de fusiegemeente zijn:
- Emmanouil Pappas (Εμμανουήλ Παππάς)
- Strymonas (Στρυμώνας)